# Carlos Embry
Carlos Vladimir Embry Guzmán(Viña del Mar, 29 de diciembre de 1966) es un actor chileno, de televisión, telenovelas, series, teatro, cine, sitcoms, videoclips, locución y spots publicitarios. 
Ha trabajado en obras como la exitosa "Sinvergüenzas" (Adaptación de The Full Monty, dirigida por la primera actriz chilena Liliana Ross), y en televisión en múltiples teleseries y series, entre ellas: Karkú, transmitida por TVN, Nickelodeon Latinoamérica, Televisa, Sorpresa TV, en países como México, Brasil, Ecuador, Colombia, EUA, Italia. 

## Skills o Habilidades
Es Entrenador Neurolingüístico, actividad que potencia obteniendo su Certificación Internacional en Coaching Neurolingüistico, ICI & HCN 2014 Chile. Su experiencia en coaching comenzó prestando servicios para AXA Assistance, México. Al regresar a Chile se potencia como entrenador en la Consultora Orrego y Lema S.A, con foco en desarrollo ejecutivo organizacional usando simulaciones para el rubro minero.

## Vida artística
Comienza su carrera teatral en Valparaíso, Chile en un grupo de teatro de adolescentes llamado: “Evolución” y viaja después a Santiago para estudiar, en 1986, con Nelson Brodt (Actor de teatro y televisión, director, dramaturgo y profesor de la Universidad de Santiago. Participó en numerosas telenovelas y series como “Martin Rivas”; ganador del Premio Municipal de Literatura género teatro en 2004). Al mismo tiempo, siguió su preparación en el taller de actores para televisión de Canal 13, Chile. 
En el año 2005, funda la compañía de teatro “Gran Elenco” junto a Rodrigo Muñóz, Renato Münster y Andrés Pozo; en la que trabajó hasta el año 2011 con obras como "Impotentes" -nominada, con la obra "Impotentes", a los premios Altazor como mejor dramaturgia 2008 y señalada por la crítica como uno de los mejores estrenos teatrales del año 2007-, "La sexualidad secreta de los hombres" y "La Biografía no autorizada de Chile". 
Residió en México del 2011 al 2013, y grabó la telenovela Amor bravío para la cadena Televisa al lado de Cristián de la Fuente, Lisset y Silvia Navarro, además, filmó su primer largometraje en México 2012: "Colosio: el Asesinato" al lado del actor Daniel Jiménez Cacho, José María Yazpik, Kate del Castillo y Tenoch Huerta entre otros. Vuelve a Chile en 2013, para compartir la experiencia aprendida en México.

### Teleseries
| Teleseries | Teleseries           | Teleseries              | Teleseries |
| Año        | Teleserie            | Rol                     | Canal      |
| ---------- | -------------------- | ----------------------- | ---------- |
| 1988       | Vivir así            | Marío                   | Canal 13   |
| 1988       | Matilde dedos verdes | Javier Echandi Leighton | Canal 13   |
| 1989       | Bravo                | Quico                   | Canal 13   |
| 1991       | Acércate más         | Tato                    | Canal 13   |
| 1991       | Ellas por ellas      | Gilberto "Gil" Munizaga | Canal 13   |
| 1992       | Fácil de amar        | Pedro Pablo             | Canal 13   |
| 1993       | Doble juego          | Elías Alafán            | Canal 13   |
| 1994       | Top secret           | Fito Pelaéz             | Canal 13   |
| 1997       | Rossabella           | Joaquín                 | Mega       |
| 1998       | A todo dar           | Mario Ponce             | Mega       |
| 1999       | Algo está cambiando  | Esteban                 | Mega       |
| 2012       | Amor bravío          | Abraham Farca           | Televisa   |

### Series de televisión
| Serie     | Serie                        | Serie                       | Serie       |
| Año       | Serie                        | Rol                         | Canal       |
| --------- | ---------------------------- | --------------------------- | ----------- |
| 1998-2000 | Vigías del Sur               |                             | TVN         |
| 1998      | Vivir al día                 |                             | La Red      |
| 1999      | La otra cara del espejo      |                             | Mega        |
| 2002      | El día menos pensado         | Ernesto                     | TVN         |
| 2005      | Los simuladores              | Manuel Ponce                | Canal 13    |
| 2005      | Infieles                     |                             | Chilevisión |
| 2006      | Huaiquimán y Tolosa          | Evaristo Lillo              | Canal 13    |
| 2008      | Paz                          | Dr. Valladares              | TVN         |
| 2009      | Nadie me entiende            | Padre de Nicolas            | Canal 13    |
| 2010      | Karkú                        | Padre de Emilia             | TVN         |
| 2011      | Cumpleaños                   | Méndez                      | TVN         |
| 2012      | Capadocia                    | Marcial                     | HBO         |
| 2013      | Maldito Corazón              | Agustín                     | Chilevisión |
| 2017      | Irreversible ("La Venganza") | Inspector Claudio Contreras | Canal 13    |

### Programas de televisión
- Venga conmigo (Canal 13, 2003) - Invitado.
- Alerta roja (Mega, 2004) - ¿?
- Hola Andrea (Mega, 2002) - Varios personajes.

### Videoclip
- "Mateo" de la Banda Tronic.
- "El tiempo no lo cambiará" del Cantante Matteos.

### Cine Internacional
- Colosio: El asesinato (Productora Udachi Films (México), 2012) - Chileno.
- “La Biografía No Autorizada de Chile”.
- “Chile Picante” de Rodrigo Muñoz.
- “Impotentes” de Rodrigo Muñoz.
- “The Winners” de Marco Antonio de la Parra, dirección Rodrigo Muñoz.
- “La Señora de los Jueves” dirección Cristian Villareal.
- “La Sexualidad Secreta de los Hombres” de Marco Antonio de la Parra.
- “5Hombres.com” dirección de Liliana Ross.
- “Sinvergüenzas” dirección de Liliana Ross.
- “El Principito”	 dirección Sergio Gajardo.
- "Carmen" dirección Jaime Fernández.
- "Romeo y Julieta" dirección Flor Palacios.
- "Qué bien lo Estamos Pasando" dirección Tomas Vidiella.
- "Jesucristo Superestrella" dirección Flor Palacios.
- “Teatro Callejero”.

### Comerciales
- Locuciones comerciales para Radio en Estados Unidos.
- Comercial para televisión de Aceite Aerosol, Chile.
- Frases y locuciones para radio, diversos productos, Chile.
- Comercial Santander-Banefe, Chile.
- Comercial Carnation Nestlé, República Dominicana.
- Comercial Agua Electrón, México, al lado de Galilea Montijo.